# Greenia
Greenia is een geslacht van Phasmatodea uit de familie Phasmatidae. De wetenschappelijke naam van dit geslacht is voor het eerst geldig gepubliceerd in 1896 door William Forsell Kirby.

## Soorten
Het geslacht Greenia is monotypisch en omvat slechts de volgende soort:
- Greenia furcata (Bates, 1865)